# شهرة صولتي
شهرة صولتي (بالفارسية: شهره صولتی) (4 يناير 1959 في طهران، المملكة الإيرانية - )؛ مغنية إيرانية، اشتهرت في زمن المملكة الإيرانية في ظل الأسرة البهلوية قبل قيام نظام الجمهورية الإسلامية في العام 1979.

## وصلات خارجية
- شهرة صولتي على موقع ميوزك برينز (الإنجليزية)
- شهرة صولتي على موقع ديسكوغز (الإنجليزية)
- شهرة صولتي على موقع ديسكوغز (الإنجليزية)